# 斡栾
斡欒（Oron，？—？），永昌（今甘肅省武威市涼州區永昌鎮）畏兀兒人，元朝大臣，元惠宗時中書平章政事。
阿台不花之孫，忻都之子。歷任大都路達魯花赤、治書侍御史、樞密院同知。至正十五年（1355年）任中書右丞。十月甲子，元惠宗命右丞斡欒、左丞呂思誠領祀郊廟之事。十二月二十一日，以平章政事帖里帖木兒、右丞斡欒並知經筵事，參議丁好禮兼經筵官。至正十七年（1357年）三月二十四日，以中書平章政事帖里帖木兒為御史大夫，悟良哈台、斡欒均任中書平章政事。至正二十二年（1362年）追封其父忻都為西寧王。